# Eperisone

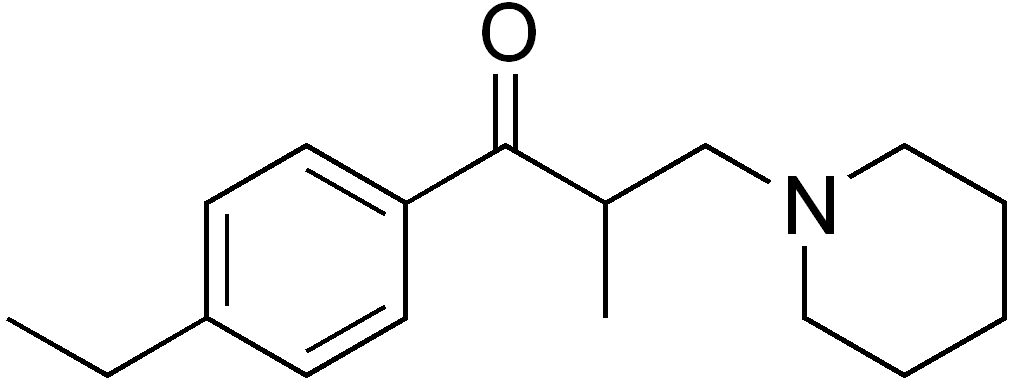
Struttura chimica dell'eperisone

L'eperisone (nella fase sperimentale conosciuto anche con la sigla E-0646) è un farmaco miorilassante ad azione centrale, che viene utilizzato nella pratica clinica per trattare varie forme di dolore muscoloscheletrico associato a contrattura muscolare. È disponibile in commercio sotto forma di sale (eperisone cloridrato). In Italia il farmaco è commercializzato dalla società farmaceutica Alfa Wassermann S.p.A con il marchio di Expose nella formulazione in compresse rivestite da 50 mg o 100 mg da assumere per via orale.

## Farmacodinamica
L'eperisone cloridrato agisce favorendo il rilassamento sia della muscolatura scheletrica sia di quella liscia vascolare: ciò determina da un lato riduzione dell'ipertono muscolare e dall'altro una serie di concomitanti benefici, in particolare il miglioramento della circolazione sanguigna nel muscolo contratto, che aiutano alla risoluzione del quadro algico. Il farmaco inibisce difatti il circolo vizioso che s'instaura tra ipertono muscolare, ischemia e dolore, dando così sollievo antalgico e migliorando la rigidità e la spasticità del muscolo. Questi effetti favoriscono il recupero funzionale della muscolatura.
Eperisone cloridrato facilita inoltre il movimento volontario degli arti senza ridurre la potenza muscolare. Per questo motivo il suo impiego è utile nelle fasi iniziali della riabilitazione o per coadiuvare una successiva terapia riabilitativa. Il farmaco è in grado di migliorare, tra l'altro, le vertigini e gli acufeni associati a disturbi cerebrovascolari o a spondilosi cervicali.
Eperisone cloridrato causa un'incidenza relativamente bassa di sedazione rispetto ad altri miorilassanti ad azione centrale: questa proprietà rende vantaggioso l'impiego clinico del farmaco poiché consente un effetto spasmolitico senza un indesiderato calo della vigilanza.
Il composto esplicita la propria attività terapeutica mediante un triplice meccanismo d'azione: il farmaco combina infatti un effetto miorilassante ad un concomitante effetto vasodilatatore e analgesico, in sinergia tra loro.
1. L'effetto miorilassante è dovuto alla soppressione dei riflessi spinali e all'inibizione della scarica dei motoneuroni-α a livello del midollo spinale: ciò comporta un intervento diretto sui meccanismi preposti alla regolazione del tono muscolare.[10]
2. L'effetto vasodilatatore è dovuto all'attività antagonista selettiva del farmaco sui recettori del calcio voltaggio-dipendenti presenti nei vasi sanguigni periferici e a un'azione sulla calmodulina nelle cellule muscolari lisce.[11] Tale vasodilatazione ha il vantaggio di consentire un maggiore afflusso di sangue (azione emodinamica) nel muscolo, contrastando le condizioni ischemiche favorite dalla contrattura muscolare.[12]
3. L'effetto analgesico è imputabile alla sua azione antagonista sulla sostanza P a livello del midollo spinale e al blocco dei canali del sodio voltaggio-dipendenti.[13]

L'azione polivalente di eperisone differenzia questo farmaco dagli altri miorilassanti ad azione centrale.

## Farmacocinetica
A seguito di somministrazione per via orale, il farmaco viene assorbito rapidamente nel tratto gastroenterico. La concentrazione plasmatica di picco plasmatico (Cmax) viene raggiunta dopo circa 1,5-2 ore dall'assunzione. Nei soggetti anziani la cinetica del farmaco è più lenta e la Cmax viene raggiunta dopo 2,5 ore. Il farmaco è caratterizzato da un intenso effetto di primo passaggio epatico. 
L'emivita plasmatica appare di poco superiore a 1,5 ore ma nei soggetti affetti da cirrosi epatica l'emivita plasmatica è decisamente più lunga, oltrepassando le 6,5 ore. Un valore simile di emivita è osservabile nei pazienti con insufficienza renale grave (clearance della creatinina <30 ml/min).
Nell'organismo il farmaco viene metabolizzato a livello della ghiandola epatica in diversi metaboliti inattivi. L'eliminazione del composto e dei suoi metaboliti avviene prevalentemente attraverso l'emuntorio renale
(circa il 76%) e in minor misura per via fecale (23,4%).

## Tossicologia
Gli studi di tossicità acuta, subacuta e cronica condotti nel modello animale con dosaggi superiori a quelli farmacodinamicamente attivi non hanno evidenziato disturbi o alterazioni degne di nota a livello degli organi. Non è stato evidenziato nessun effetto teratogeno fino a dosaggi 10 volte superiori alla dose massima normalmente consigliata per l'essere umano. I test di mutageni sono risultati negativi.

## Usi clinici
L'eperisone cloridrato è efficace per il trattamento delle seguenti condizioni patologiche:
- paralisi spastica in corso di malattia cerebrovascolare, paralisi spinale, sequele post-operatorie, postumi di trauma (trauma spinale o lesioni alla testa), sclerosi a placche, sclerosi laterale amiotrofica, paralisi cerebrale, degenerazione spinocerebellare, vasculopatie spinali e altre encefalopatie.[16][17][18][19]
- contratture muscolari secondarie a patologie osteoartromuscolari (artrosi cervicale, periartrite scapolo-omerale, lombalgia, spondilosi cervicale, mialgie in genere come la sindrome fibromialgica).[2][20][21][22][23][24]

## Effetti collaterali e indesiderati
Eperisone cloridrato è generalmente ben tollerato: In alcuni pazienti può determinare effetti collaterali, generalmente transitori, in particolare di tipo gastrointestinale (anoressia, dispepsia, stomatite, dolori epigastrici, gonfiore e senso di tensione addominale, nausea, vomito, stipsi.
Sono stati inoltre segnalati effetti avversi che interessano la cute e il tessuto sottocutaneo: eritema, rash cutaneo, eruzioni cutanee, vescicole, iperidrosi, prurito. Più raramente può comparire una sindrome oculo-mucocutanea (sindrome di Stevens-Johnson) e necrolisi tossica epidermica (sindrome di Lyell). Queste ultime sono due tipi di dermatopatie serie la cui comparsa impone l'interruzione del trattamento e l'assunzione di idonee misure terapeutiche. È stata anche segnalata la comparsa di sintomi sistemici quali astenia, affaticamento, febbre.
Di rilievo anche i disturbi che coinvolgono il sistema immunitario: orticaria, dispnea, edema al volto o in altre parti del corpo e reazioni anafilattiche, la cui incidenza è fortunatamente molto bassa. 
Come per altri miorilassanti sono stati rilevati anche effetti avversi a carico del sistema nervoso centrale (SNC) ed in particolare cefalea, confusione mentale, capogiri, vertigini, tremori muscolari, sonnolenza oppure insonnia, alterazioni dell'umore. È stata anche riscontrata una tendenza alla deplezione della guaina mielinica dei nervi. 
Sono infine possibili disturbi a carico degli emuntori, ed in particolare ritenzione urinaria, proteinuria, incontinenza urinaria.

## Controindicazioni
Eperisone cloridrato è controindicato nei soggetti ipersensibilità nota al principio attivo, a molecole chimicamente correlate oppure ad uno qualsiasi degli eccipienti utilizzati nella formulazione farmaceutica. È inoltre controindicato nei pazienti affetti da insufficienza epatica grave, in età pediatrica (per insufficienza di dati clinici che ne attestino la sicurezza d'uso), nelle donne in stato di gravidanza ed in coloro che allattano al seno.

## Dosi terapeutiche
Nei soggetti adulti il dosaggio consigliato di eperisone è pari a 50–150 mg al giorno, da assumere in dosi frazionate. Per un adeguato trattamento della spasticità la dose consigliata è di 300 mg/die (equivalenti ad 1 compressa da 100 mg 3 volte al giorno, possibilmente dopo i pasti). Quando si trattano le contratture muscolari il dosaggio consigliato è variabile tra 150 e 300 mg/die, a seconda della risposta del paziente. Il dosaggio viene aggiustato dal medico a seconda di alcuni fattori, quali la gravità dei sintomi, l'età del paziente e la risposta individuale.
Nei soggetti anziani, in particolar modo quando sono note alterazioni della funzionalità epatica e/o renale, è raccomandabile la riduzione del dosaggio. Il paziente deve essere tenuto sotto stretta sorveglianza per individuare rapidamente la comparsa di eventuali effetti avversi.

## Interazioni
- Salicilati (sulfasalazina, salicilammide e altri): la contemporanea somministrazione di queste molecole e di eperisone cloridrato richiede particolare cautela in quanto le concentrazioni plasmatiche di questi antinfiammatori vengono ridotte dalla contemporanea assunzione del miorilassante.
- Calcio-antagonisti (nifedipina, amlodipina, barnidipina e altri): la co-somministrazione di eperisone e di questi antipertensivi può comportare un potenziamento dell'azione ipotensivizzante di queste molecole.
- Altri composti miorilassanti (tolperisone cloridrato e metocarbamolo): la terapia di associazione di queste molecole con eperisone può comportare la comparsa di disturbi nell'accomodazione oculare.[3][7]

## Gravidanza e allattamento
Gli studi sperimentali disponibili eseguiti sugli animali non suggeriscono alcun effetto teratogeno reale o potenziale attribuibile a eperisone. La molecola non è tuttavia indicata per il trattamento in gravidanza o in donne che potrebbero essere in stato gravido. Uno studio condotto nei roditori ha messo in evidenza che eperisone può essere secreto nel latte materno. Per questo motivo il farmaco non deve essere usato durante l'allattamento e nelle donne in cui è necessario somministrare eperisone l'allattamento deve essere interrotto.

## Sovradosaggio
In caso di overdose, volontaria o accidentale esiste il rischio potenziale di ipotonia muscolare, che può interessare anche la muscolatura respiratoria. 
In letteratura, tuttavia, ad oggi non sono mai stati descritti casi con effetti di questo tipo. 
In assenza di noti antidoti specifici, in caso di sovradosaggio è consigliabile adottare le consuete contromisure, quali la lavanda gastrica e le normali misure di supporto delle funzioni vitali.

## Avvertenze
Poiché durante il trattamento possono verificarsi sonnolenza, calo dell'attenzione e debolezza, i pazienti che assumono il farmaco dovrebbero essere dissuasi dal compiere attività potenzialmente pericolose e che richiedono particolare vigilanza, come ad esempio l'utilizzo di macchinari o la guida di un'automobile.